# Тімоті Декстер
Тімоті Декстер (англ. Timothy Dexter; 22 січня 1747 — 23 жовтня 1806) — американський підприємець XVIII століття, що розбагатів і прославився завдяки своїй ексцентричній поведінці, а також неймовірному везінню. Незважаючи на свою малоосвіченість і грамотність зумів заробити величезні статки завдяки вдалому шлюбу і цілому ряду вдалих інвестицій. Незважаючи на своє неаристократичне походження, проголосив самого себе «лордом». 

## Біографія
Декстер народився у місті Молден, провінції Массачусетс-Бей в родині бідних іммігрантів з Ірландії. Середньої освіти він так і не отримав, кинувши школу у віці 8 років і почавши працювати різноробом. У 16 років став учнем гарбарника.
У 1770 році Декстер одружився на 32-річній багатій вдові Елізабет Фротингем і купив маєток. 

## Підприємницька діяльність і везіння

### Купівляконтинентальних доларів
У часи Війни за незалежність Декстер накупив за безцінь велику кількість континентальних доларів, які на той час під впливом інфляції були дуже знецінені. Проте по завершенню війни, американський уряд раптом дозволив обмін континентальних доларів на нову стабільну валюту за курсом 100 до 1. Обмінявши старі гроші на нові, Декстер розбагатів настільки, що обзавівся власним торговим флотом з двох кораблів і почав займатись експортними поставками товарів в Європу та на острови Карибського моря.

### Продаж грілок на Карибських островах
У вищому суспільстві Нової Англії до Декстера ставилися зневажливо. У нього з'явилось багато конкурентів і заздрісників, яких дратували успіхи невігласа. Користуючись неосвіченістю Декстера, йому порадили почати постачати грілки для ліжок на тропічні острови Карибського моря, в надії що той збанкрутує. Декстер привіз велику партію грілок на острови і почав продавати їх місцевим мешканцям як зручні черпаки для виробництва цукрової патоки на плантаціях. Згодом Декстер доставив на острови велику партію вовняних рукавичок, де їх у нього швидко розкупили торговці з Азії для подальшого перепродажу у Сибір.

### Продаж вугілля вНьюкасл
Одного разу Декстеру хтось жартома порадив навантажити кораблі американським вугіллям і повезти його на продаж в місто Ньюкасл, один з центрів вугільної промисловості Англії, що він і зробив. За іроніє долі, саме в цей час в країні почався страйк шахтарів і вугілля стало дефіцитом. Кораблі Декстера виявилися єдиними в порту хто мав вугілля на продаж і він успішно продав його із великою націнкою.

### ЕкспортБіблійта бродячих котів
Однією з найекстравагантніших бізнес-ідей Декстера був експорт 21 000 примірників Біблії і відловлених на вулицях бродячих котів на Кариби. Біблії у нього розкупили місіонери зі сходу, а котів вигідно і швидко розкупили місцеві аборигени, оскільки на островах в цей час почалось нашестя щурів та мишей.

## Екстравагантні витівки

### Посада і титул лорда
Щоб підвищити свій соціальний статус і «стати своїм» у вищому суспільстві, Тімоті Декстер писав численні петиції до уряду Ньюберіпорта з проханням надати йому якусь поважну чиновницьку посаду. Врешті решт, він так набрид міській владі, що спеціально для нього вигадали посаду «Наглядач за оленями» (англ. Informer of Deer), хоча олені в окрузі вже давно не водились.
Цього Декстеру виявилось замало і згодом він проголосив самого себе лордом, наказав родині і прислузі звертатись до нього не інакше як «лорд Тімоті Декстер» і замовив собі розкішну карету. Крім того, Декстер завів собі власного «придворного поета», що мав складати вірші в його честь. Ним став Джонатан Пламмер, колишній торговець рибою і поет-аматор.

### Маєток

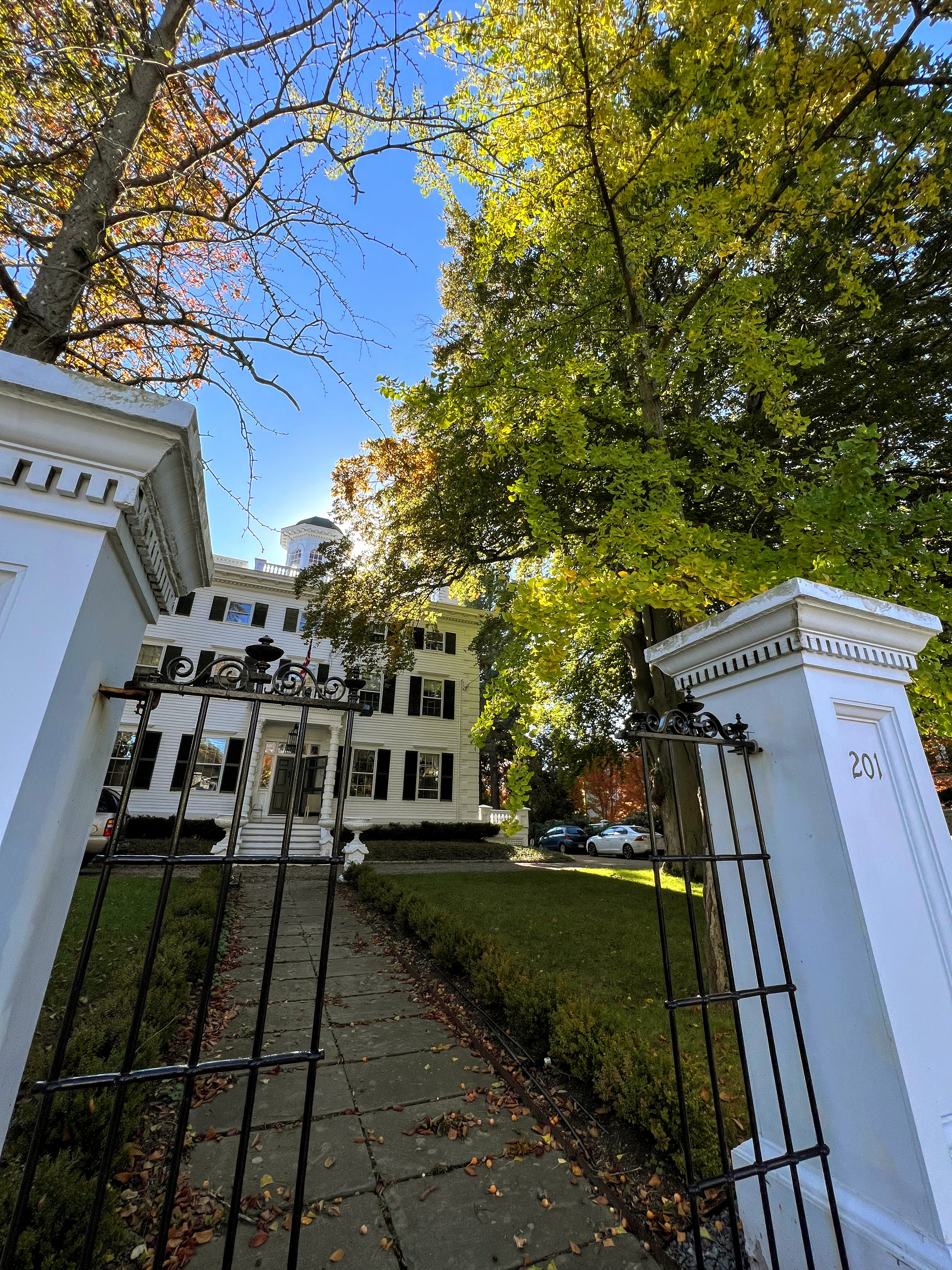
Маєток "лорда" Тімоті Декстера в наш час

Свій маєток Декстер вимагав прикрасити високим мінаретом із статуєю золотого орла на верхівці купола. Крім того, він побудував на території мавзолей для самого себе і сад із 40 дерев'яними скульптурами видатних осіб, включаючи Джорджа Вашингтона, Вільяма Пітта, Наполеона Бонапарта, Томаса Джефферсона і нього самого. Свою статую Декстер наказав прикрасити написом: «Я перший на Сході, перший на Заході і найбільший філософ у Західному світі» (англ. I am the first in the East, the first in the West, and the greatest philosopher in the Western World).

### Книга

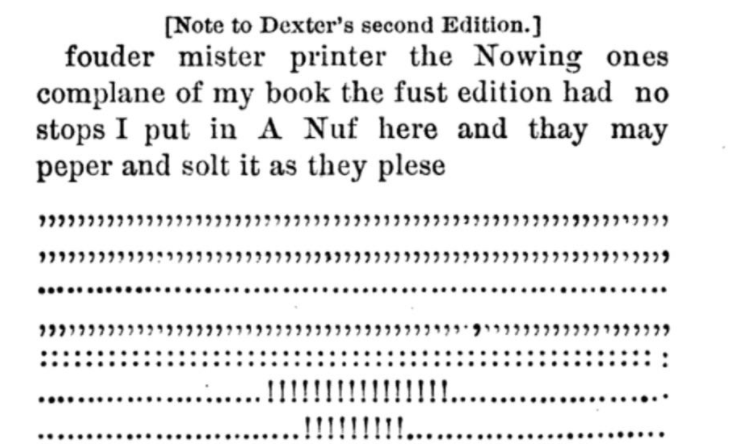
Додаток з розділовими знаками Тімоті Декстера до свого твору

У 1802 році Декстер написав і видав автобіографічну книгу з власними філософськими роздумами під назвою «Соління для обізнаних» (англ. A Pickle for the Knowing Ones), де він скаржився на політиків, духовенство і власну дружину. Книга містила 8847 слів і 33864 літери, проте мала безліч орфографічних помилок і не мала жодного розділового знаку. 
Після численних скарг від читачів на відсутність пунктуації, Декстер опублікував друге видання, де просто розмістив на останній сторінці усі розділові знаки, щоб читачі яким вони потрібні, могли розмістити їх самі в тексті де забажають.

### Імітація похорону
Відомий випадок коли Тімоті Декстер інсценував власний похорон, щоб подивитись як люди відреагують на звістку про його смерть і хто прийде попрощатися з ним. На фальшивий похорон прийшло майже 3000 людей. Коли Декстер побачив що його дружина недостатньо сильно оплакує його «смерть», він розлютився, вискочив зі схованки, звідки потайки спостерігав за дійством і почав публічно бити свою дружину та кричати на неї за те що вона мало плакала.